# Замок Вакаяма
Замок Вакаяма (яп. 和歌山城, Wakayama-jō) — японський замок, розташований у місті Вакаяма, префектура Вакаяма, Японія. Протягом більшої частини періоду Едо він був адміністративним центром домену Кішу, який контролювався кадетською гілкою роду Токуґава . Завдяки своїм розмірам і статусу замок Вакаяма був визнаний одним із найважливіших замків сьоґунату Едо. У 1931 році замок було визнано національною пам'яткою Японії, а його сад Ніші-но-Мару в 1987 році визнано національною пам'яткою природи.

## Галерея

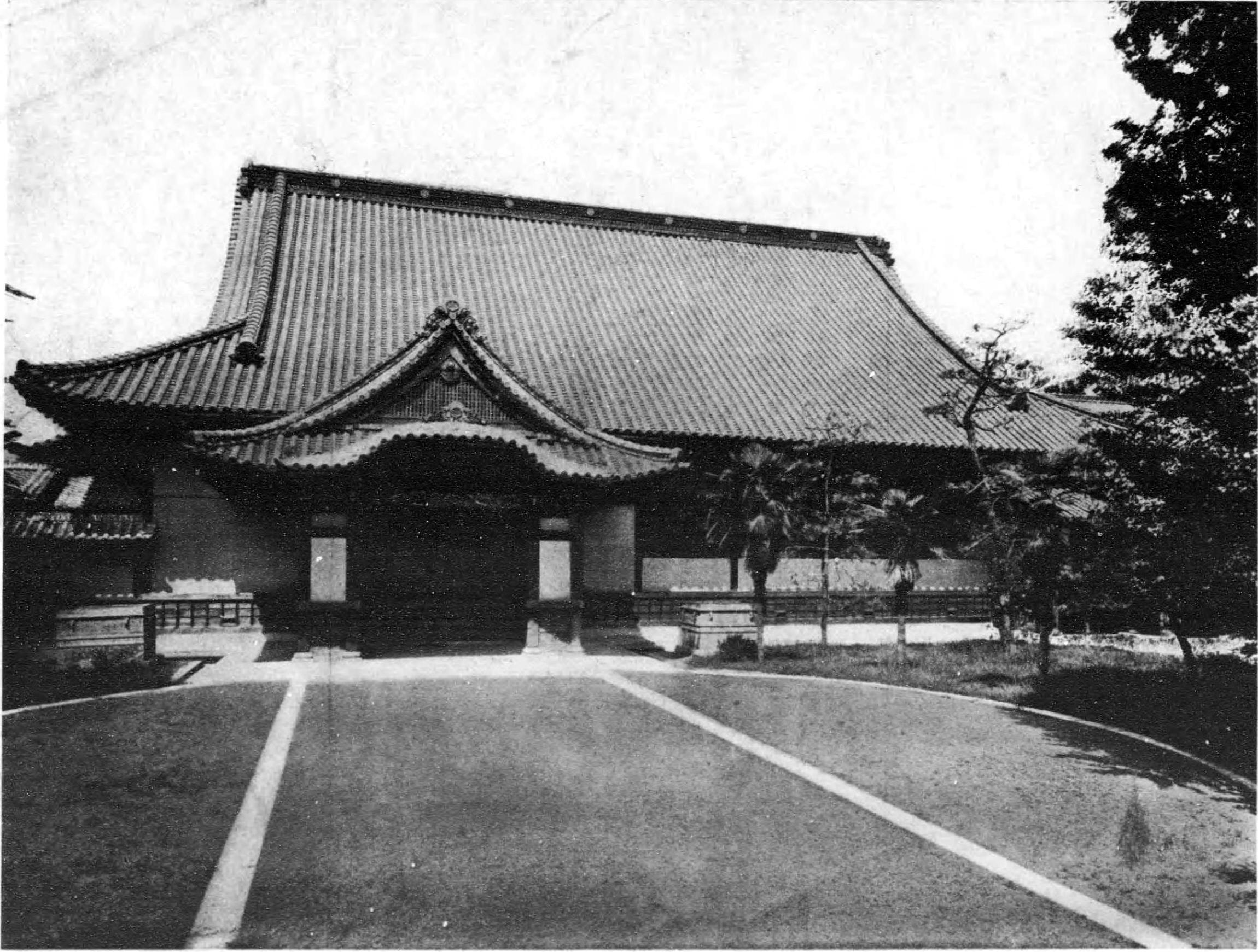
Палац Кішу, пізніше відомий як Тенрінкаку, раніше належав Ніномару замку Вакаяма (фото Taishō 3, 1914)
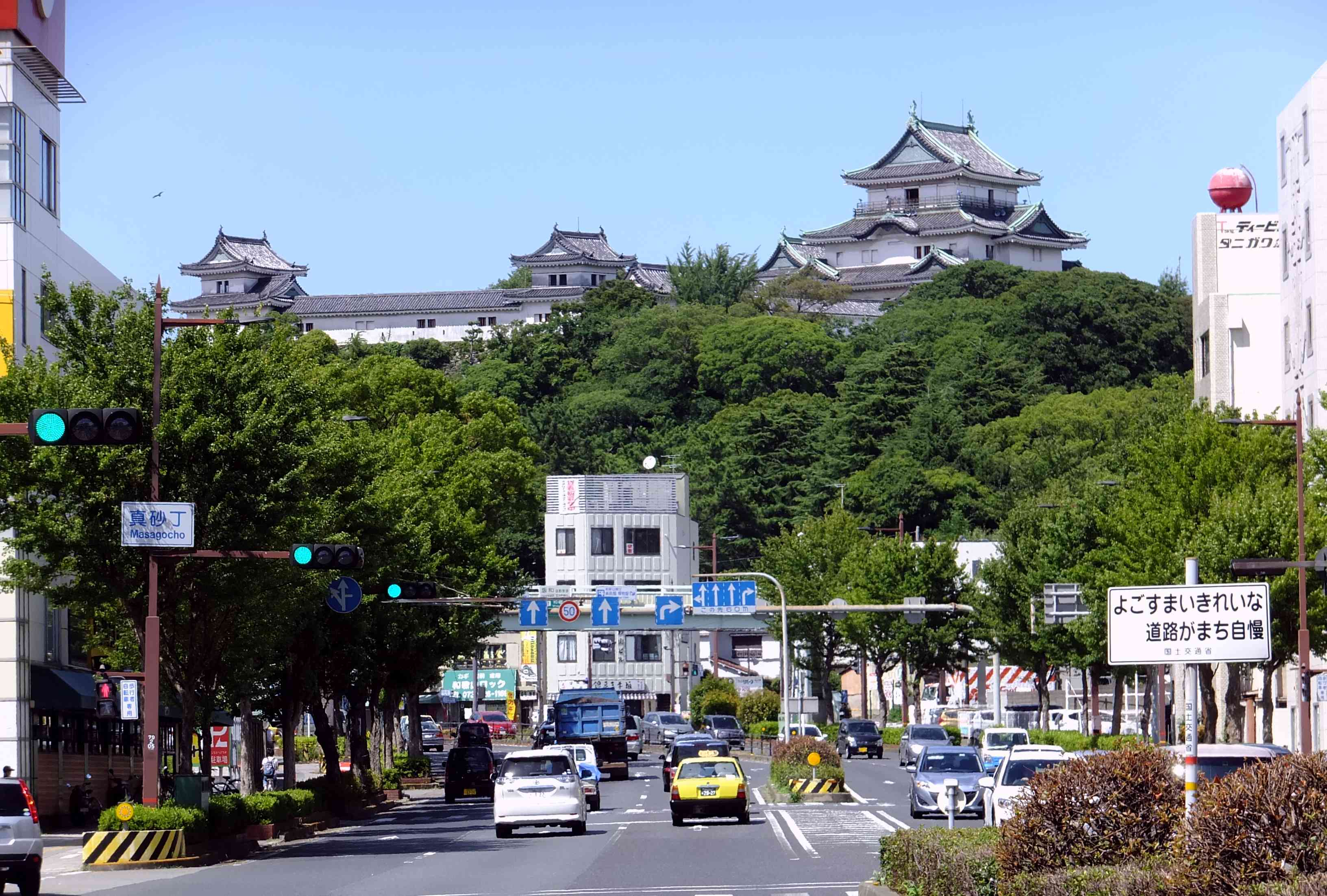
Вид на замок Вакаяма з міста
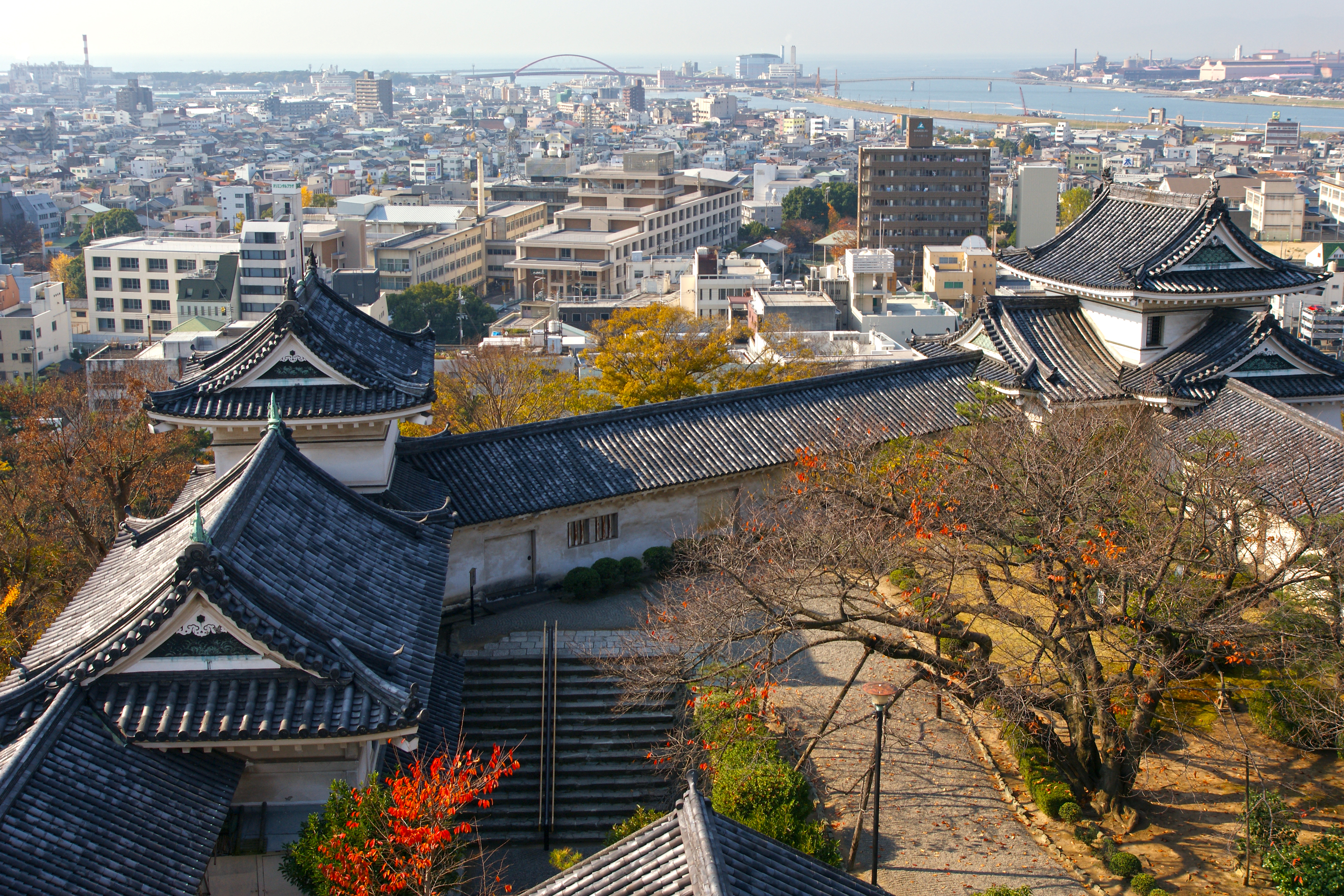
Вид з берега
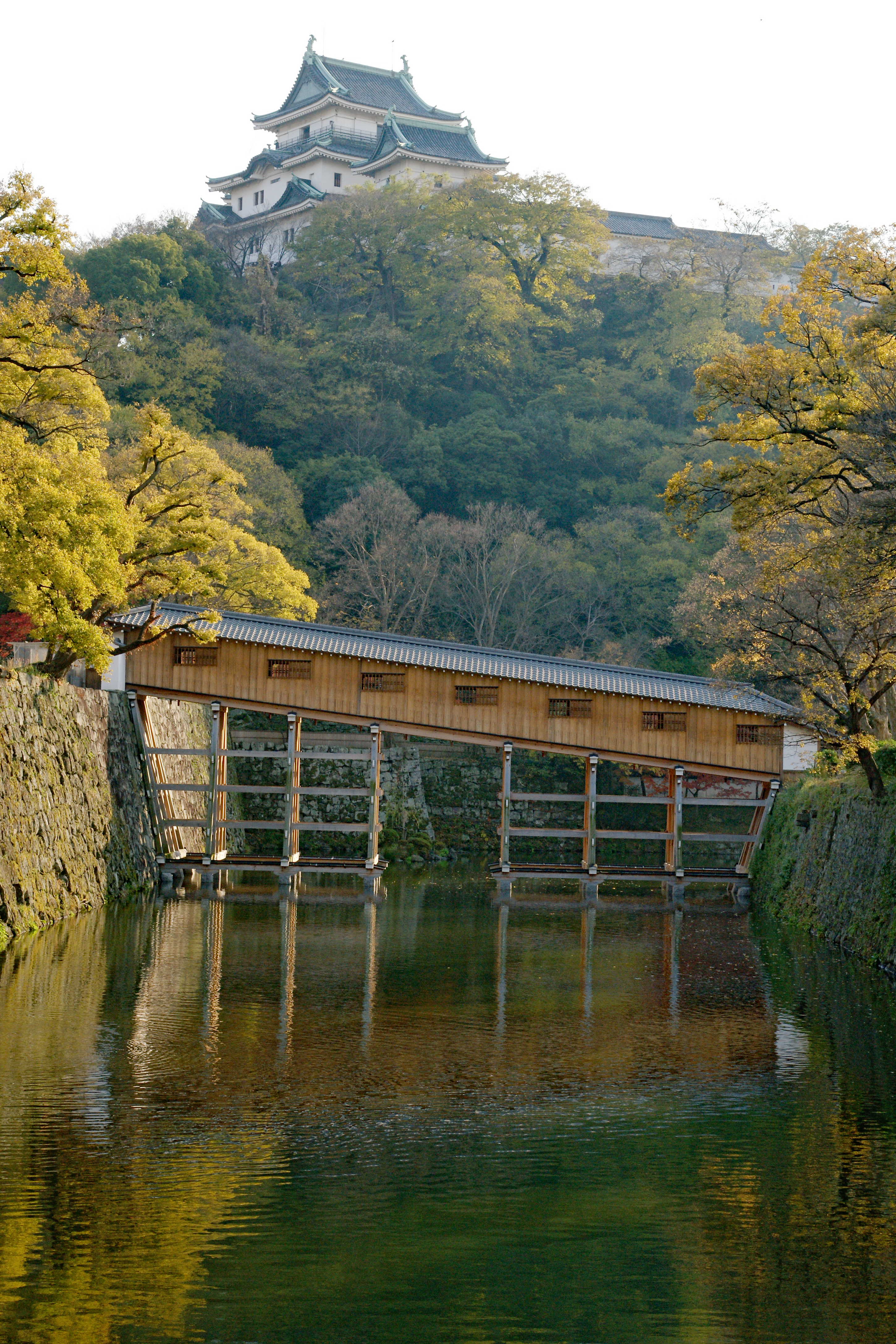
Міст O-hashi-rōka і теншу
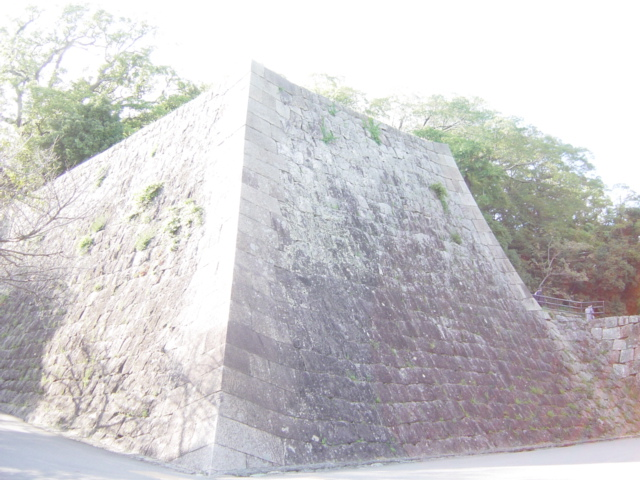
Фундаменти Ягури Мацуномару
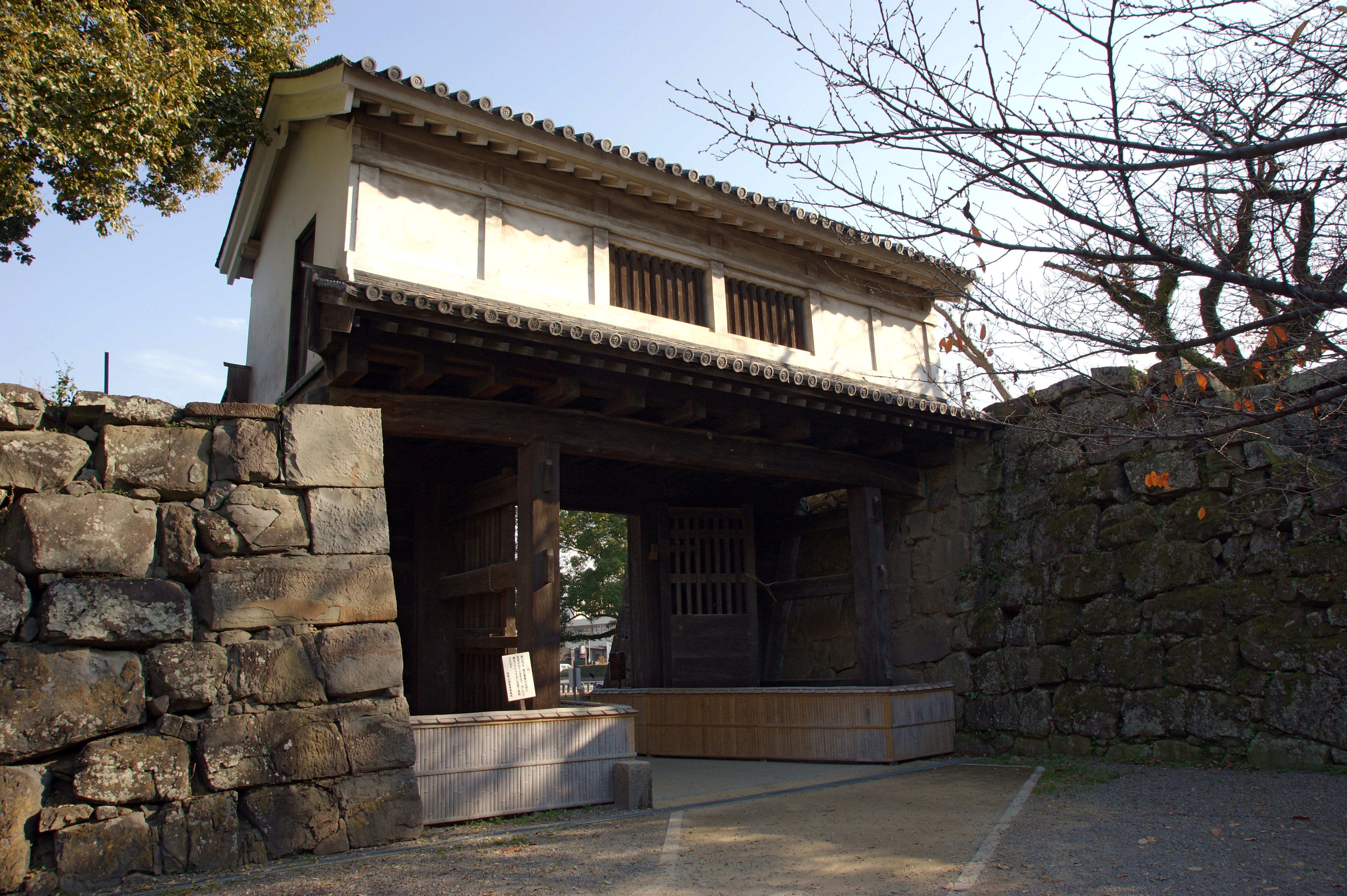
Ворота Окагуті (ICP)
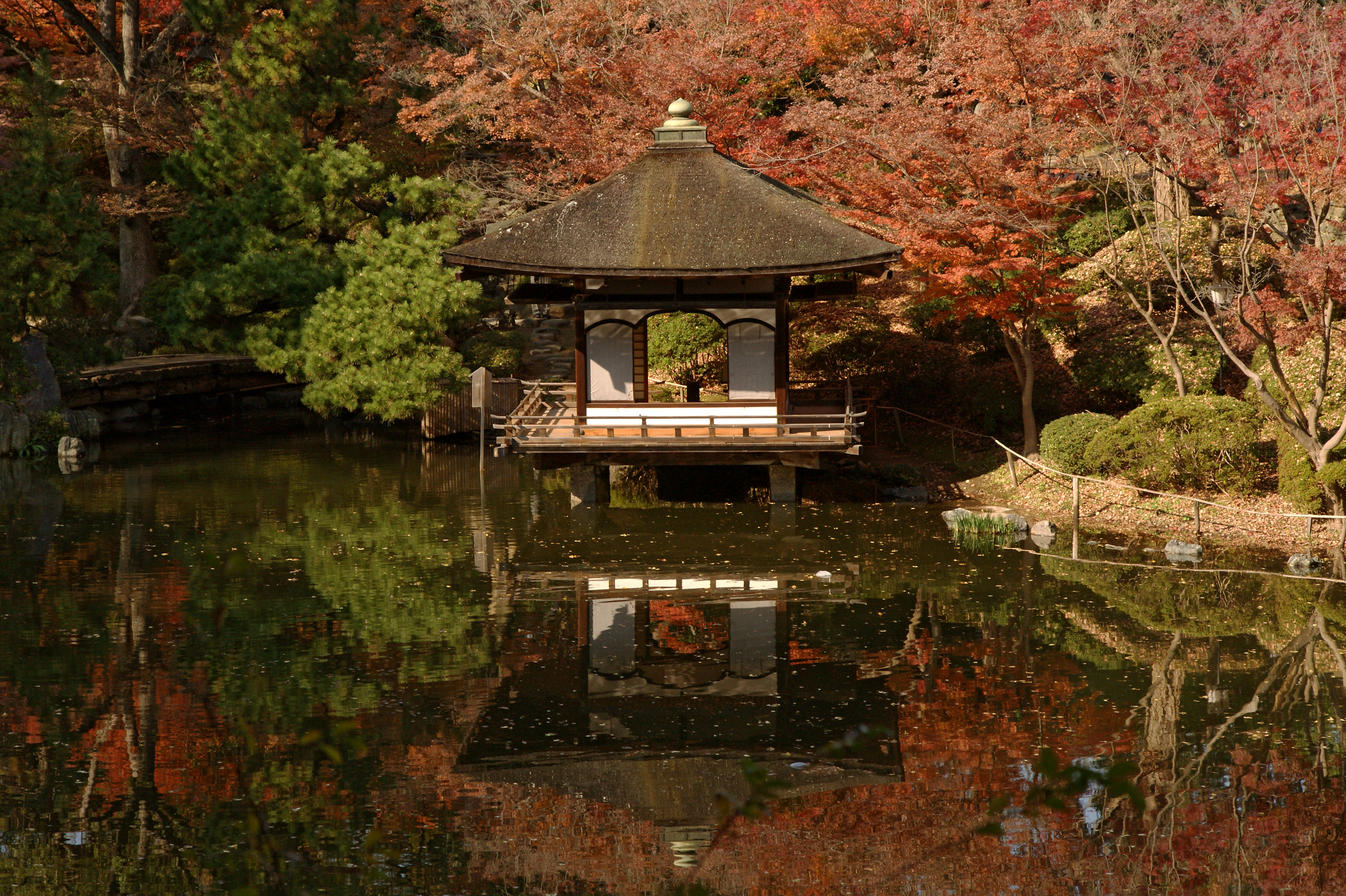
Сади Ніші-но-Мару